# Czar (Alberta)
Czar est un village (village) de Provost No 52, situé dans la province canadienne d'Alberta.

## Démographie
En tant que localité désignée dans le recensement de 2011, Czar a une population de 167 habitants dans 76 de ses 92 logements, soit une variation de -4.6% avec la population de 2006. Avec une superficie de 1,179 7 km2, village possède une densité de population de 141,561 4 hab/km2 en 2011.
Concernant le recensement de 2006, Czar abritait 175 habitants dans 75 de ses 88 logements. Avec une superficie de 1,179 7 km2, village possédait une densité de population de 148,3 hab/km2 en 2006.
| 2001 | 2006 | 2011 | 2016 |
| ---- | ---- | ---- | ---- |
| 205  | 175  | 167  | 202  |